# Walther Flemming
Walther Flemming (21 tháng 4 năm 1843 - 4 tháng 8 năm 1905) là một nhà sinh vật học người Đức và là người sáng lập ra di truyền học tế bào.
Flemming sinh ra ở Sachsenberg (nay là một phần của Schwerin). Ông là con thứ năm và là con trai duy nhất của bác sĩ tâm thần Carl Friedrich Flemming (1799–1880) và người vợ thứ hai, Auguste Winter. Ông tốt nghiệp trường Gymnasium der Residenzstadt, tại đó ông kết bạn với một trong những đồng nghiệp và người bạn suốt đời, nhà văn Heinrich Seidel.

## Sự nghiệp
Flemming được đào tạo về y khoa tại Đại học Praha, tốt nghiệp năm 1868. Sau đó, ông phục vụ vào năm 1870–71 với tư cách là một bác sĩ quân y trong Chiến tranh Pháp-Phổ. Từ năm 1873 đến năm 1876, ông làm việc như một giáo viên tại Đại học Praha. Năm 1876, ông nhận lời làm giáo sư giải phẫu tại Đại học Kiel. Ông trở thành giám đốc của Viện Giải phẫu và làm tại đó cho đến khi qua đời.
Với việc sử dụng thuốc nhuộm anilin, ông đã tìm ra một cấu trúc hấp thụ mạnh thuốc nhuộm base, mà ông đặt tên là chromatin. Ông xác định rằng chất nhiễm sắc có tương quan với các cấu trúc dạng sợi trong nhân tế bào - các nhiễm sắc thể (nghĩa là các cơ thể có màu), mà sau này được nhà giải phẫu học người Đức Wilhelm von Waldeyer-Hartz (1841-1923) đặt tên như vậy. Nhà khoa học người Bỉ Edouard Van Beneden (1846–1910) cũng đã quan sát được các nhiễm sắc thể một cách độc lập với Flemming.

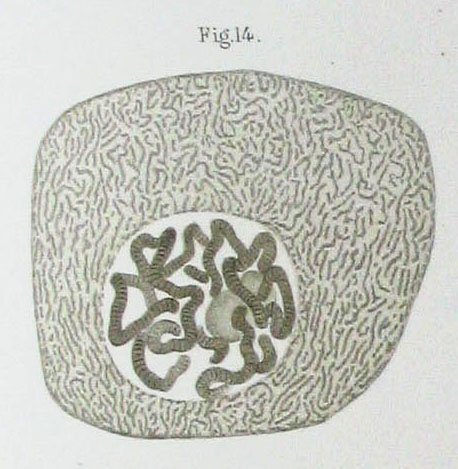
Nhiễm sắc thể polytene trong tế bào tuyến nước bọt Chironimus, một trong hơn 100 bức vẽ từ cuốn sách Zellsubstanz của Flemming, Kern und Zelltheilung, 1885

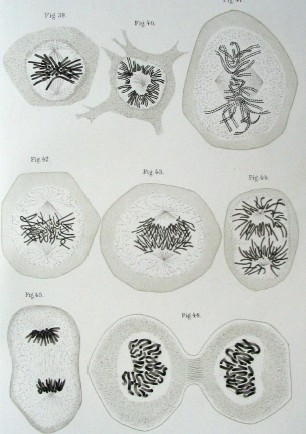
Hình minh họa các tế bào có nhiễm sắc thể và nguyên phân, từ cuốn sách Zellsubstanz, Kern und Zelltheilung, 1882

Flemming đã nghiên cứu quá trình phân chia tế bào và sự phân bố của các nhiễm sắc thể cho các nhân con, một quá trình mà ông gọi là nguyên phân theo từ tiếng Hy Lạp có nghĩa là sợi. Tuy nhiên, ông không thấy sự phân tách thành các nửa giống hệt nhau, đó là các chromatit con. Ông đã nghiên cứu quá trình nguyên phân cả khi in vivo và trong các chế phẩm nhuộm màu, sử dụng vây và mang của kỳ nhông làm nguồn nguyên liệu sinh học. Những kết quả này được ông công bố lần đầu tiên vào năm 1878  và vào năm 1882 trong cuốn sách Zellsubstanz, Kern und Zelltheilung (1882; Chất tế bào, nhân và sự phân chia tế bào). Trên cơ sở những khám phá của mình, lần đầu tiên Flemming phỏng đoán rằng tất cả các nhân tế bào đều đến từ một nhân tiền thân khác (ông đặt ra cụm từ omnis nucleo e nucleo, theo cụm từ omnis cellula e cellula của Virchow).
Flemming cũng được biết đến với lòng nhân ái. Hàng tuần ông cho những người vô gia cư ăn, hàng năm quyên góp 20% tiền lương của mình cho những người vô gia cư. Ông đã dạy dỗ đặc biệt là những trẻ em quá nghèo đến trường về toán học và khoa học.
Flemming không biết đến công trình của Gregor Mendel (1822–84) về tính di truyền, vì vậy ông không tạo được mối liên hệ giữa những quan sát của mình và sự di truyền gen. Hai thập kỷ sẽ trôi qua trước khi tầm quan trọng của công trình của Flemming thực sự được nhận ra với việc khám phá lại các quy tắc của Mendel. Kênh Khoa học đặt tên khám phá của Flemming về nguyên phân và nhiễm sắc thể là một trong 100 khám phá khoa học quan trọng nhất mọi thời đại và là một trong 10 khám phá quan trọng nhất trong sinh học tế bào.
Flemming được vinh danh với giải thưởng mang tên ông do Hiệp hội Sinh học Tế bào Đức (Deutschen Gesellschaft für Zellbiologie) trao tặng.